# 臺北鐵道醫院
25°03′01″N 121°30′30″E / 25.050140°N 121.508377°E

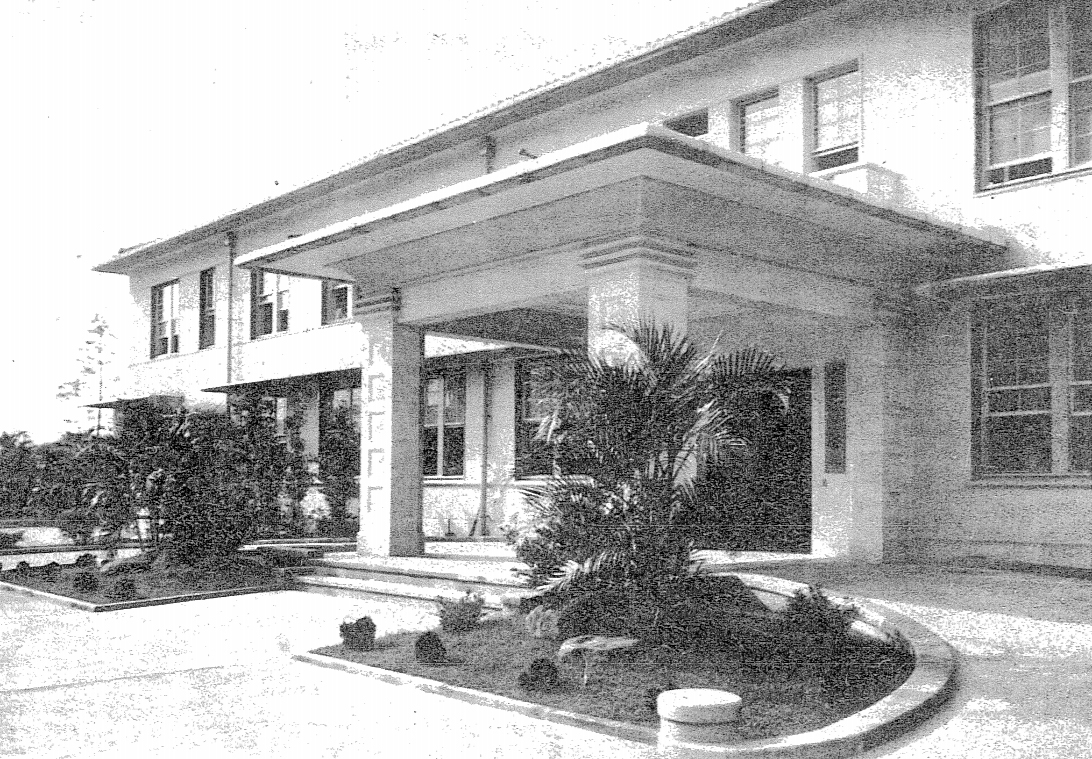
臺北鐵道醫院正面玄關

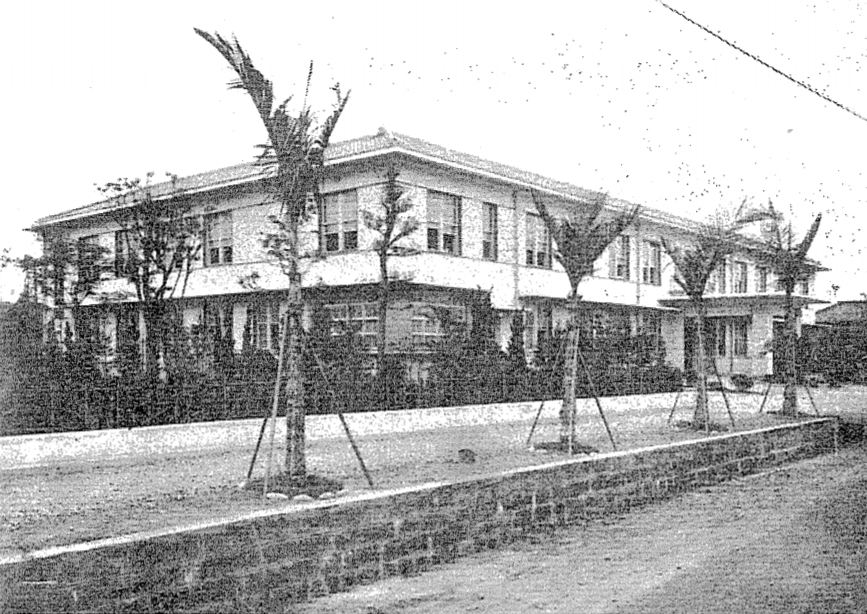
臺北鐵道醫院全景

臺北鐵道醫院為臺灣日治時期1939年興建於臺北市泉町、即今臺北市鄭州路的醫院，隸屬於臺灣總督府鐵道部。其在二戰後成為臺灣鐵路管理局臺北鐵路醫院，並在1987年3月改隸屬於臺灣省立臺北醫院（今衛生福利部臺北醫院），成為臺北醫院城區分院，直至2014年歇業。

## 介紹
臺北鐵道醫院的前身可追溯至1899年設立的鐵道醫務室，後約在1933年在台北和高雄設立了簡易診療所，在其他地方則是委託當地公醫和開業醫師提供醫療服務，並在後於1935年由鐵道職員共濟組合在台北、松山、彰化（1937年設立）、高雄（1936年裁撤）、花蓮港（1936年設立）設立診療所，提供鐵路職員較低費用的看診治療服務。其中以台北診療所的使用人次最多。為擴大其規模以作為完善的醫療機構，當局自1937年即計畫將台北診療所擴大為鐵道部直屬管理的「臺北鐵道醫院」，而醫院選址在鐵道部廳舍及鐵路宿舍群的西側，基地上則原有由交通局港灣課使用的建物。當時亦計畫以預算五萬元新建花蓮港鐵道醫院，及以預算12,000圓收購彰化市野口病院做為彰化的診療所。台北鐵道病院係由鐵道部工務課建築係設計，由紺田隆太郎承造，為一棟鋼筋混凝土加強磚造的兩層樓建築，於1939年4月10日動工，1940年3月31日完工，總工程費約161,500圓，同年5月15日舉行開院式。另外，臺北鐵道醫院隔著現今鄭州路的對面為在臺北鐵道醫院之前完工的赤十字病院（今中興醫院）。
二戰後，臺北鐵道醫院成為鐵路局臺北鐵路醫院。1985年，臺灣省政府衛生處指示應裁撤臺北鐵路醫院、並評估將其改為省立臺北醫院（今衛生福利部臺北醫院）之分院的可行性。1987年3月，臺北鐵道醫院正式改隸屬於省立臺北醫院，成為「臺灣省立臺北醫院城區分院」。之後隨者精省，原省立醫院均改隸中央，再分別改制為行政院衛生署臺北醫院城區分院、衛生福利部臺北醫院城區分院。至2014年2月配合政府都更計畫，醫療業務歇業，其附設護理之家亦於同年8月歇業，該醫院走入歷史。